# Jordan Pruitt
Jordan Pruitt (Loganville, 19 maggio 1991) è una cantante e compositrice statunitense.

## Biografia
Jordan Lynne Pruitt è nata e cresciuta a Loganville, in Georgia, da Tim e Julie Pruitt. Ha un fratello più piccolo, Jared. Ha iniziato a scrivere canzoni all'età di nove anni.
Fu scoperta quando aveva solo 13 anni dal produttore Keith Thomas della Levosia Entertainment che, sentendo una copia del suo demo decise di pubblicizzarla.
Il suo primo singolo fu "Outside Looking In" che fu inserito anche nella colonna sonora del DCOM "Scrittrice per caso". Jordan ha anche realizzato una cover della celebre canzone dei Sister Sledge "We Are Family" per il film Air Bud e il singolo successivo, "Jump to the Rhythm" è parte della colonna sonora del penultimo DCOM "Jump In".
Il suo album di debutto "No Ordinary Girl" è uscito negli Stati Uniti d'America i 6 febbraio 2007 via Hollywood Records, l'etichetta discografica produce anche coetanei di Jordan come Vanessa Hudgens o Corbin Bleu. L'album ha debuttato alla posizione numero 64 della durissima Billboard 200 con 14,000 copie vendute. Le sue canzoni, non sono né pubblicate né pubblicizzate in Italia.
La giovane cantante ha anche avuto esperienze live sul palco aprendo per venti date il "The Party's Just Begun Tour" delle The Cheetah Girls e l'"High School Musical Tour". Jordan è anche compositrice infatti è stata co-writer di tutto l'album "No Ordinary Girl" eccetto per la canzone "Jump To The Rhythm". A luglio è uscito il suo ultimo album Permisson to fly che ha riscosso un sufficiente successo nella prima settimana debuttando alla posizione 101, migliorando in meglio successivamente raggiungendo la posizione 61. Gli album della Pruitt non sono mai usciti in Europa.

## Discografia

### Album
| Album Information |
| --- |
| No Ordinary Girl - Pubblicato: 6 febbraio 2007 (US) - U.S. vendite: 21,887 - Posizione: 64 - certificazione RIAA: — - Singoli ufficiali: - 2007: "Miss Popularity" - 2007: "Teenager" |

| Album Information |
| --- |
| Permission to Fly - Pubblicato: 22 luglio 2008 (US) - U.S. vendite:50.000 - Posizione:101 - Peak: 61 - certificazione RIAA: — - Singoli ufficiali: - 2007: "One Love" - 2008: "My shoes" |

### Singoli
| Anno | Titolo               | Album                | Classifica | Classifica    | Classifica |
| Anno | Titolo               | Album                | U.S.       | Top Kid Audio | U.S. Pop   |
| ---- | -------------------- | -------------------- | ---------- | ------------- | ---------- |
| 2006 | "Outside Looking In" | Read It and Weep OST | 77         | 1             | -          |
| 2006 | "We Are Family"      | Air Buddies OST      | —          | 22            | 49         |
| 2006 | "Jump to the Rhythm" | Jump In! OST2007     | 9          | 1 (2 weeks)   | 15         |
| 2007 | "Miss Popularity"    | No Ordinary Girl     | -          | 7             | —          |

### Colonne Sonore
- 2006: "Outside Looking In" — (da Scrittrice per caso OST & Girl Next OST)
- 2006: "We Are Family" (Sister Sledge cover) — (da Air Buddies OST)
- 2006: "Jump To The Rhythm" — (da Jump In! OST)
- 2007: "When She Loved Me" -  (da DisneyMania 5)

### Altre Colonne Sonore
- 2006: Girl Next - "Outside Looking In"
- 2006: Totally Awesome Christmas Vol 1. - "Santa Don't Stop"
- 2007: DisneyMania 5 - "When She Loved Me"

### Live
- 2006: High School Musical: Il Concerto(20 date)
- 2006: The Party's Just Begun Tour (40 date)
- 2007: High School Musical 2 Tour